# South Carriage Drive
South Carriage Drive est une voie de la ville de Londres. Elle est située dans la cité de Westminster, dans le quartier de Knightsbridge. 

## Situation et accès
Orientée est-ouest, parallèle à Knightsbridge, longue d’environ 1600 mètres, South Carriage Drive s'étend de Park Lane à West Carriage Drive et Exhibition Road, marquant la limite sud de Hyde Park. 
Les stations de métro les plus proches sont Hyde Park Corner et Knightsbridge, desservies par la ligne  Piccadilly. 

## Historique

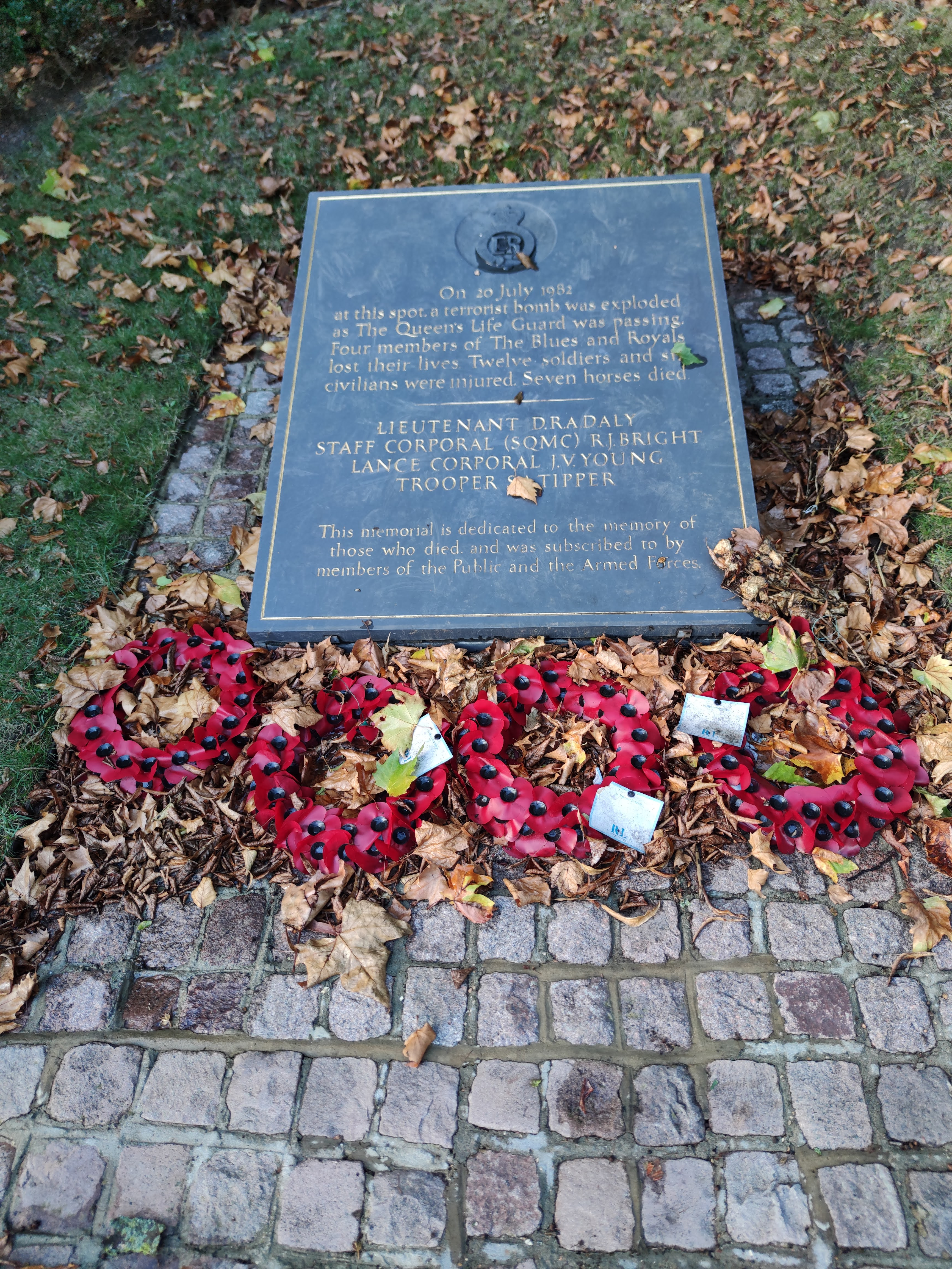
Mémorial.

- Le 20 juillet 1982, au moment du passage de la garde de la Reine, une bombe explose, tuant quatre soldats. Douze autres personnes, civils et militaires, sont blessées. Sept chevaux sont également tués. Un mémorial est établi à l’endroit où la bombe a explosé.

- En 2024, une consultation est organisée pour décider de la fermeture définitive de la voie au trafic automobile[1],[2].

## Bâtiments remarquables et lieux de mémoire

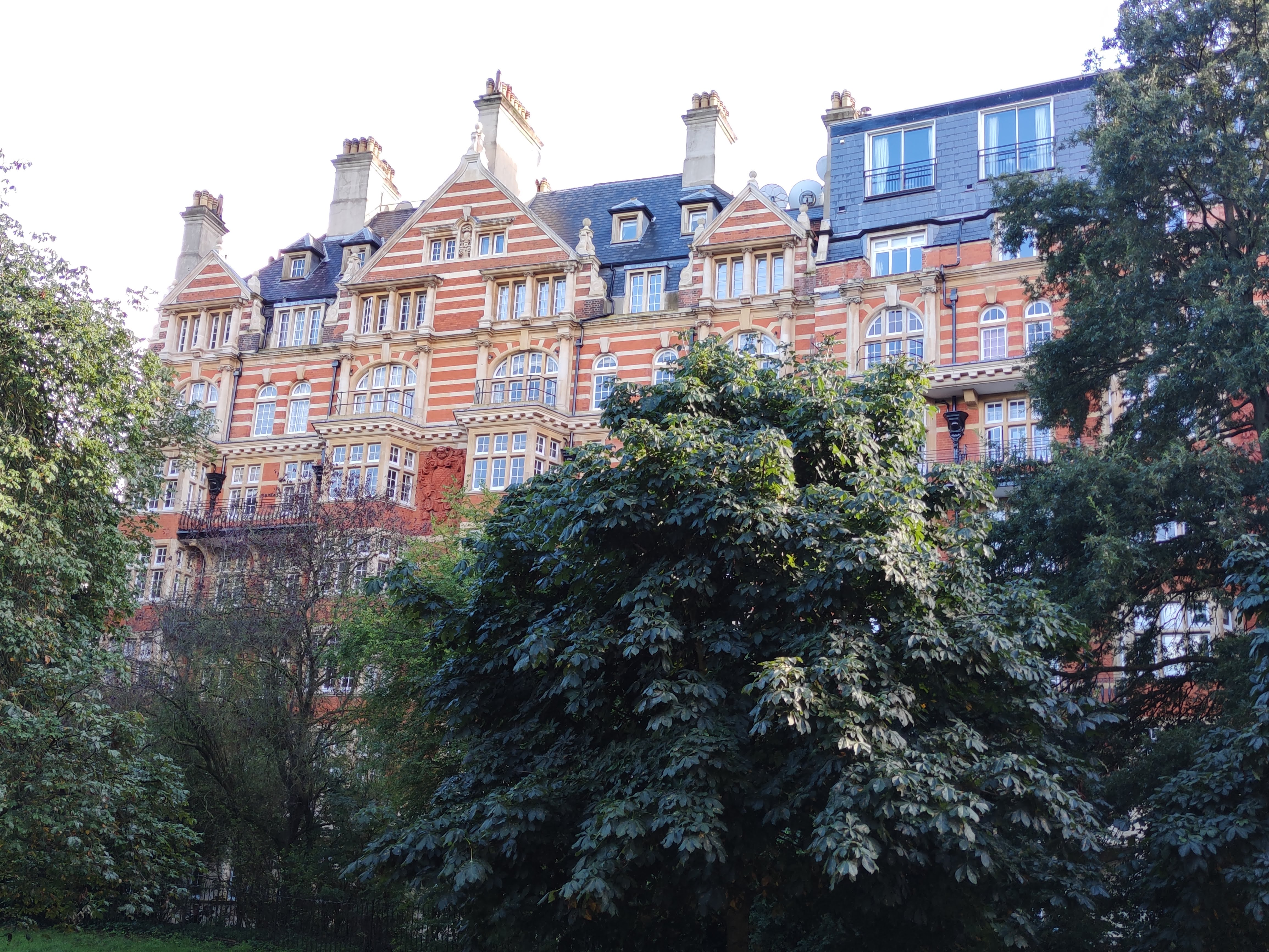
Façade arrière de Parkside.

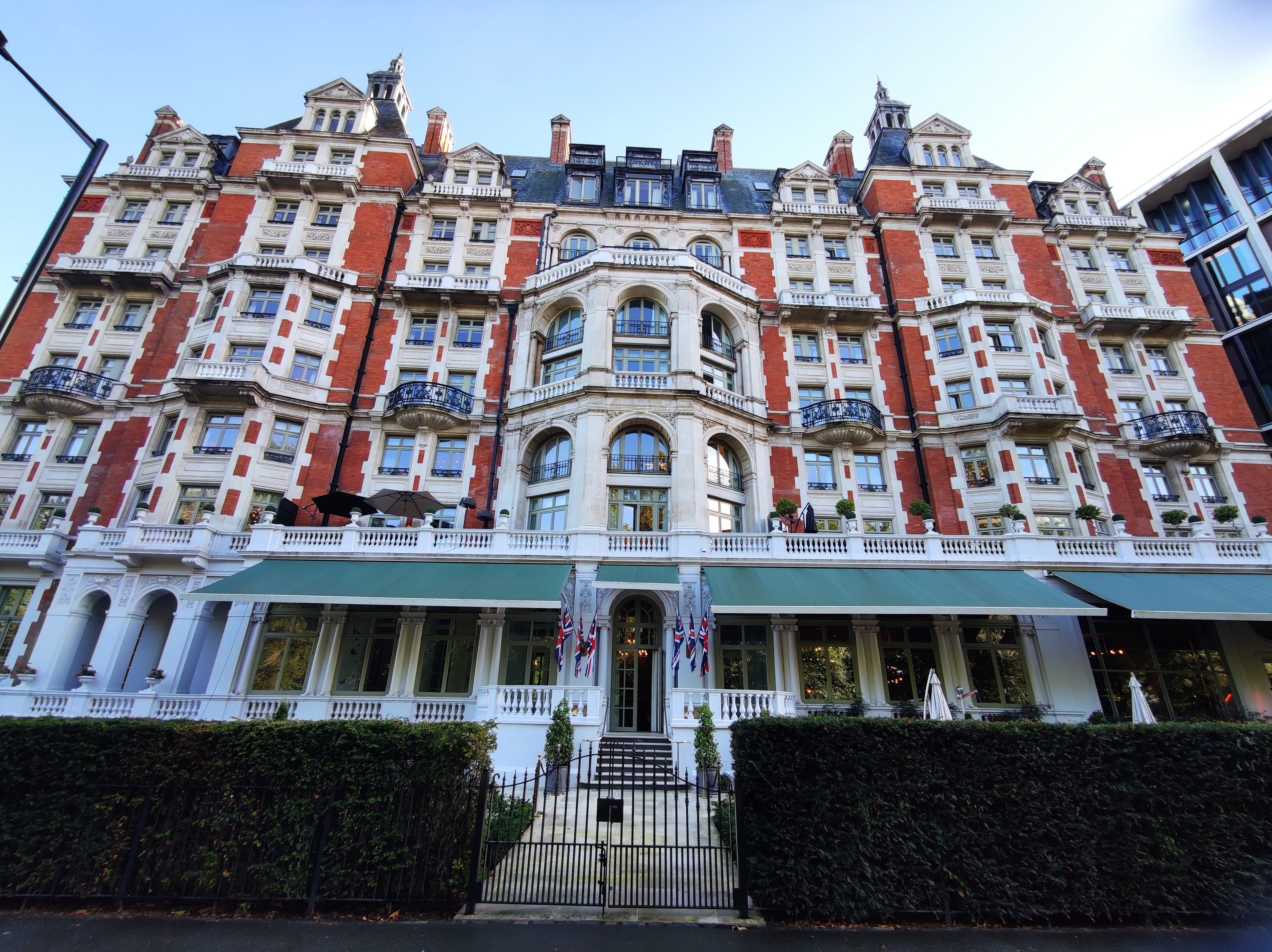
Hôtel Mandarin Oriental (anciennement : Hyde Park Hotel).

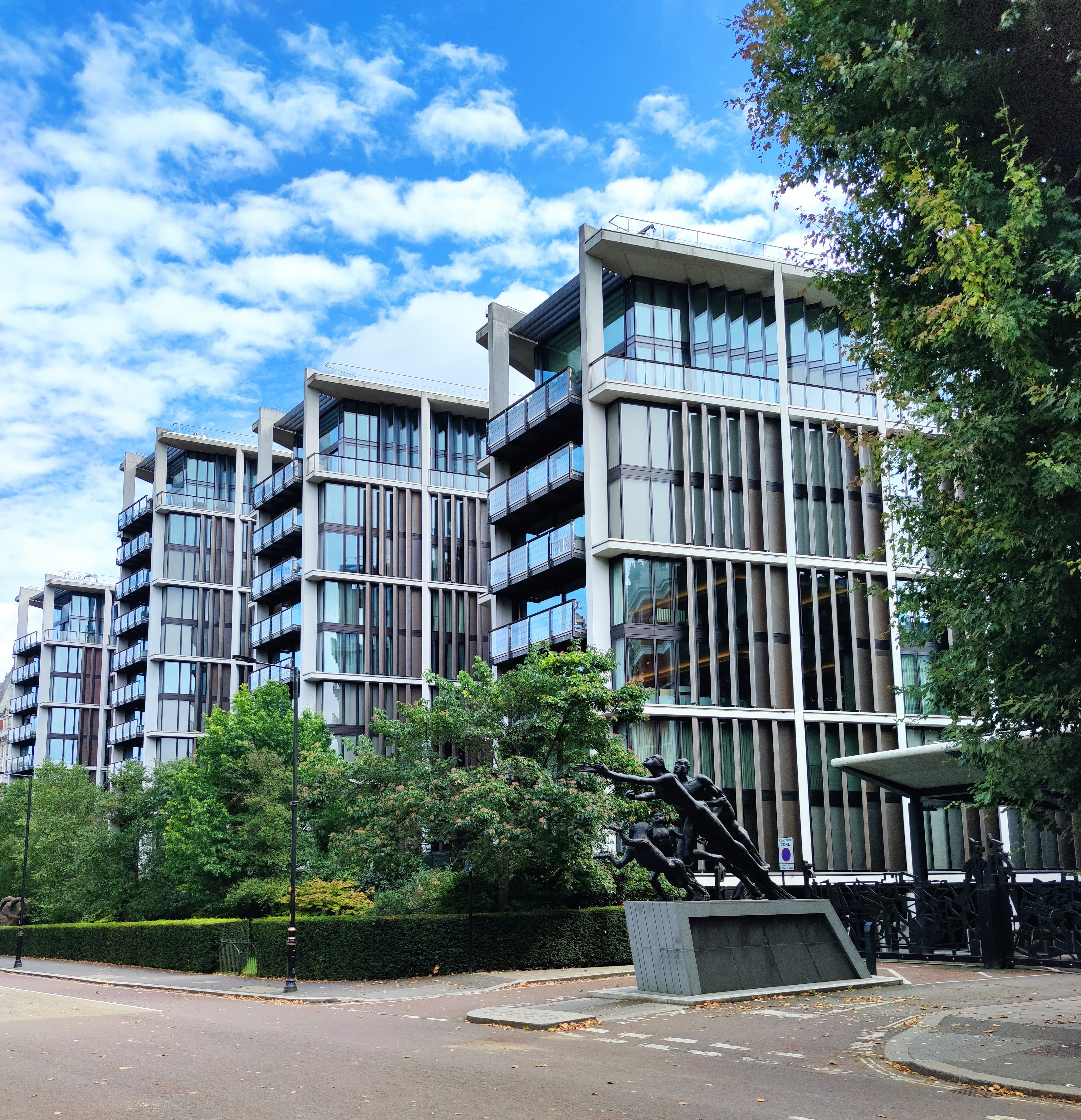
One Hyde Park.

En longeant Hyde Park d’est en ouest, on aperçoit successivement les façades des bâtiments suivants :
- Parkside, vaste et luxueux ensemble résidentiel de style victorien.
- Ambassade de France au Royaume-Uni.
- Ambassade du Koweït.
- Mandarin Oriental Hyde Park Hotel ; construit en 1888 par Archer et Green, les architectes de Whitehall Court[3]. L’entrée principale de l’hôtel donnait à l’origine sur le parc mais, sur l’insistance de la reine, elle fut transférée sur Knightsbridge, l’accès côté parc étant désormais réservé à l’usage royal et à quelques hautes personnalités[4].
- One Hyde Park, complexe résidentiel et commercial construit en 2007-2009[5]. On y trouve les appartements les plus chers de Londres[6]. One Hyde Park est relié par un couloir souterrain au palace voisin[7].
- Wellington Court, immeuble construit en 1894.
- Caserne de Hyde Park.